# Warner Bros. Discovery EMEA
Warner Bros. Discovery EMEA è la filiale europea di Warner Bros. Discovery. Fondata nel 1985 per produrre Discovery Channel nel Regno Unito, ora è diffusa in tutta Europa.
La società, ha la sede principale, a Chiswick, Londra, oltre a sedi secondarie ad Amsterdam, Bucarest, Budapest, Copenaghen, Madrid, Milano, Monaco di Baviera, Oslo, Parigi, Stoccolma e Varsavia.